# Золотые серьги (фильм)
«Золотые серьги» (англ. Golden Earrings) — американская приключенческая мелодрама 1947 года режиссёра Митчелла Лейзена с Марлен Дитрих в главной роли.

## Сюжет
1945 год. Ральф Денистоун (Рэй Милланд) —  генерал-майор британской армии. Во время войны его направляют в Германию с секретным заданием: выведать формулу отравляющего газа у нацистского профессора. Во время выполнения операции, в то время полковник, Денистоун и его напарник Ричард Буард (Брюс Лестер) попадают в плен, но им удается вырваться из плена, после чего они разделяются, чтобы избежать преследования. В чаще леса Ральф встречает одинокую цыганку Лидию (Марлен Дитрих), которая помогает ему скрыться от преследователей, предложив переодеться цыганом.

## В ролях
| Актёр             | Роль                   |
| ----------------- | ---------------------- |
| Марлен Дитрих     | Лидия                  |
| Рэй Милланд       | Ральф Денистоун        |
| Мервин Вай        | Золтан                 |
| Брюс Лестер       | Ричард Буард           |
| Деннис Хоуи       | Хофф                   |
| Квентин Рейнольдс | американский журналист |
| Райнхольд Шюнцель | профессор Отто Кросиг  |
| Иван Тризо        | майор Рейманн          |